# Кантон (Франція)

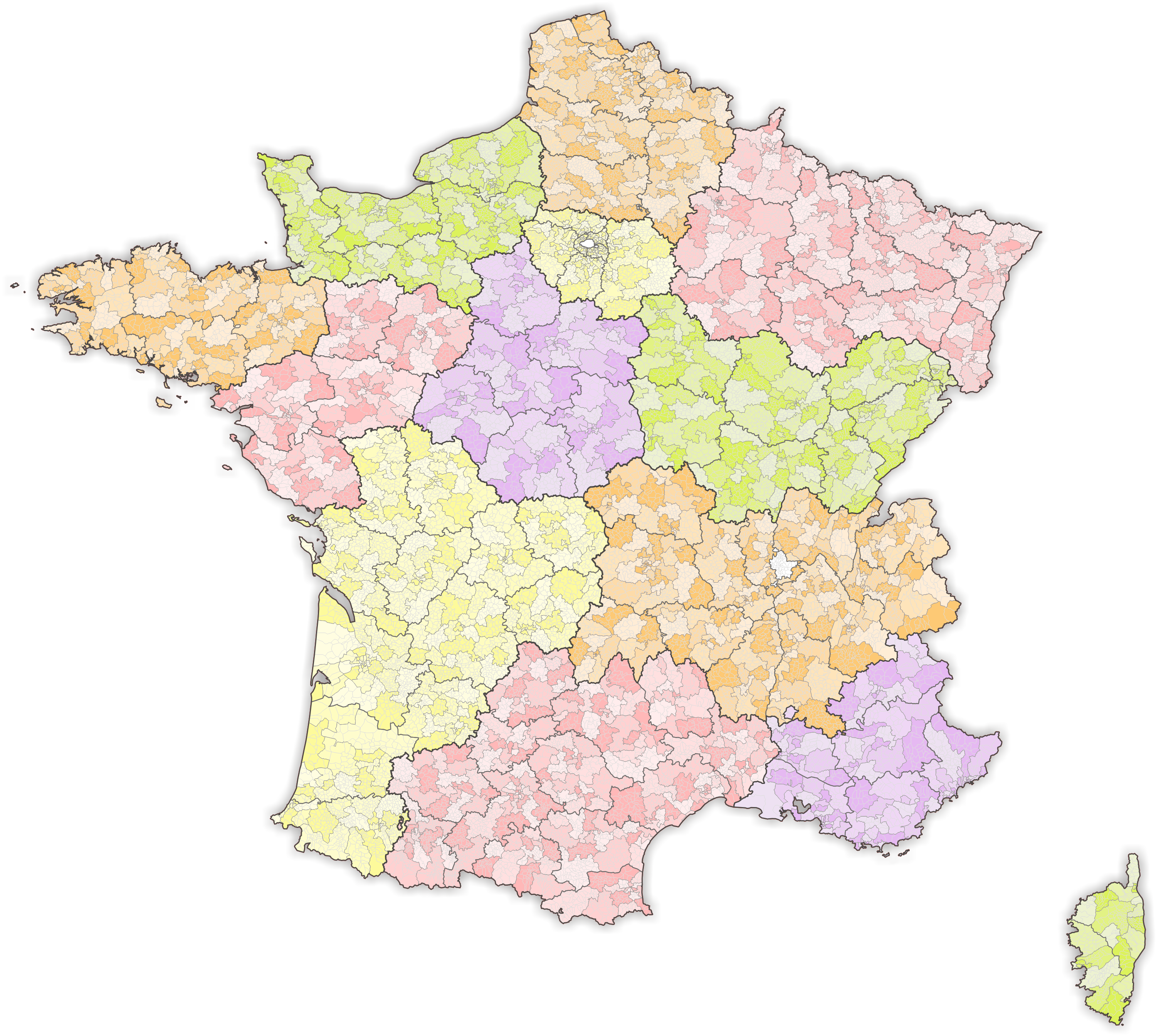

Кантон (фр. canton) у Франції — адміністративно-територіальна одиниця 4-го рівня у складі округу. Окрім ролі організаційних одиниць щодо певних аспектів управління державними службами та правосуддям, головна мета кантонів сьогодні полягає в тому, щоб служити виборчими округами для виборів членів представницьких зборів, створених у кожному з територіальних департаментів Франції (ради департаментів, раніше генеральні ради).
Станом на 2015 рік у Франції було 2054 кантони.
Більшість із них об’єднують кілька комун (найнижчий адміністративний поділ Французької Республіки), хоча більші комуни можуть входити до кількох кантонів, оскільки кантони — на відміну від комун, які мають від  лише однієї особи (Рошфурша, 2020 рік) до понад двох мільйонів мешканців (Париж) — мають бути приблизно рівні за чисельністю населення.

## Функції кантонів
Кантони передусім є структурною основою виборчої системи. Кожен кантон обирає свого представника в Генеральну раду відповідного департаменту. По-іншому організована тільки рада Парижа.

## Історія
Ділення на кантони та департаменти було введене у Франції в 1790 р. Первинний варіант закону передбачав об'єднання кантонів у райони (districts), але в 1800 р. замість районів були установлені округи.
До 2015 року у Франції налічувалось 4054 кантони, включаючи 175 заморських.